# リラ・キャボット・ペリー
リラ・キャボット・ペリー（Lilla Cabot Perry 、Lillaは愛称、本名はLydia、1848年1月13日 - 1933年2月28日）はアメリカ合衆国の画家である。夫の言語学者、英文学者のトーマス・サージェント・ペリー（Thomas Sergeant Perry:1845-1928）とともに来日し、日本の一般の人々を描いた人物画を残したことでも知られる。

## 略歴
ボストンに生まれた。父親は有名な外科医である。父方のカボット家、母方のローレル家はともに「ボストン・バラモン」と呼ばれる最上のエリート階級の一族だった。家族からはリラと呼ばれそれを画家になってから名乗った。ボストンの上流階級で育ち、母親のサロンにはラルフ・ワルド・エマーソンやルイーザ・メイ・オルコットなどの若い文学者たちが訪れ、リラも彼らと交流した。南北戦争中は奴隷解放主義者の家族は、マサチューセッツ州カントンの農場に移り、負傷兵士や逃亡奴隷の世話に尽力した。
1874年4月にハーバード大学の英文学の教授のトーマス・サージェント・ペリーと結婚した。ペリーは幕末の日本を開国させたマシュー・ペリーの一族（甥の息子）である。トーマスとの間に3人の娘を育てた。末娘のアリスはのちに駐日米国大使ジョセフ・グルーの妻となった。
結婚後10年たった1884年から、本格的に美術教育を受け始め、最初、肖像画家のコリンズ（Alfred Quinton Collins）に学んだ。1885年に父親が死んで遺産を継承し、美術に専念することができる経済的な状態になった。ボストンのカウルズ美術学校の印象派の画家、ブンカー（Dennis Bunker）に学んだ。1887年にペリー家はパリに移住し、リラはアカデミー・コラロッシに入学し、ギュスターヴ＝クロード＝エティエンヌ・クルトワや ブラン（Joseph Blanc)に学び、パリの美術館で巨匠の作品を学んだ。スペインも旅し、プラド美術館も訪れ巨匠の絵画を模写して修行した。その後、ミュンヘンでフリッツ・フォン・ウーデに学び、パリに戻りアカデミー・ジュリアンでトニ・ロベール＝フルーリーにも学んだ。
パリのアンデパンダン展に出展し、サロン・ド・パリへの出展も受理された。その後オランダ、ベルギーを旅し、1891年にボストンに戻った。
1897年に夫が慶應義塾大学に英語教授として招かれたため、来日し、1901年ころまで滞日し、日本人を描いた人物画や日本の風景画を残した。

## 作品
- いわいち渓谷からの富士
- 絵本
- 日本の娘
- 日本の子供
- 日本庭園で
- 読書する夫（1889）
- 窓際の子供